# Teresa Abramowicz-Gerigk
Teresa Abramowicz-Gerigk (ur. 9 maja 1960 w Białymstoku) – doktor habilitowany nauk technicznych, profesor Uniwersytetu Morskiego w Gdyni.

## Życiorys
W 1984 ukończyła studia w Instytucie Okrętowym Politechniki Gdańskiej, uzyskując tytuł magistra inżyniera mechanika i rozpoczęła pracę w Katedrze Eksploatacji statku Wydziału Nawigacyjnego Akademii Morskiej w Gdyni. Prowadziła tam zajęcia z manewrowania statkiem, ratownictwa morskiego, teorii i budowy okrętu, mechaniki technicznej.
W 1997 obroniła na Politechnice Gdańskiej pracę doktorską Analiza numeryczna pracy układu kadłub-śruba-ster przy wykorzystaniu otwartej bazy danych parametrów statku (promotorem był prof. Jan Szantyr). W 2012 habilitowała się na Wydziale Transportu Politechniki Warszawskiej, na podstawie pracy Bezpieczeństwo manewrów krytycznych statków w systemie transportowym autostrady morskiej. W 2013 została profesorem nadzwyczajnym Uniwersytetu Morskiego w Gdyni.
Jej zainteresowania naukowe dotyczą bezpieczeństwa transportu morskiego, mechaniki ruchu okrętu oraz modelowania zjawisk hydrodynamicznych. Brała udział w kilkunastu projektach badawczych, badając między innymi:
- zastosowanie modeli ruchu statków do przewidywania właściwości manewrowych na wodach ograniczonych
- modelowanie ruchu statku przy malej prędkości
- przewidywanie niszczącego wpływu strumieni zaśrubowych statków na nabrzeże i dno
- budowa indywidualnego pirotechnicznego zestawu ratunkowego dla osób będących w zagrożeniu życia na wodzie
- właściwości ratowniczych pojazdów amfibijnych (dwa pojazdy koncepcyjne zostały przekazane Straży Pożarnej
- nowe rozwiązania tratwy ratunkowej[1]

W latach 1990–1992 prowadziła zajęcia laboratoryjne na University of Newcastle upon Tyne, a w 2000-2001, w ramach programu Erasmus wykładała w Cork Institute of Technology.
W Akademii Morskiej wypromowała 30 magistrów i 20 inżynierów. Opracowała program kursu procedur awaryjnych dla pilotów. W dorobku naukowym ma 85 publikacji (w tym 1 monografię, 50 artykułów w czasopismach naukowych i 35 artykułów w materiałach konferencyjnych. Pięciokrotnie otrzymała Nagrodę Rektora Akademii Morskiej.